# Торрелапаха
Торрелапаха (ісп. Torrelapaja) — муніципалітет в Іспанії, у складі автономної спільноти Арагон, у провінції Сарагоса. Населення — 45 осіб (2010).
Муніципалітет розташований на відстані близько 200 км на північний схід від Мадрида, 90 км на захід від Сарагоси.
На території муніципалітету розташовані такі населені пункти: (дані про населення за 2010 рік)
- Томільярес: 0 осіб
- Торрелапаха: 45 осіб

## Демографія
Динаміка населення (INE ):